# دان جاك كومبز
دان جاك كومبز (بالإنجليزية: Dan Jack Combs)‏ هو قاضي أمريكي، ولد في 22 أغسطس 1924 في مقاطعة فلويد في الولايات المتحدة، وتوفي في 25 مايو 2002 في Stanville, Kentucky ‏ في الولايات المتحدة.